# Kujawka (dopływ Drwęcy)
Kujawka – struga, prawobrzeżny dopływ Drwęcy o długości 17, 73 km. Zlewnia Kujawki jest obszarem typowo rolniczym. Wskaźnik lesistości wynosi tylko 8,1% powierzchni zlewni. Lasy zlokalizowane są w dolnym biegu rzeki.